# ツヴァック
ツヴァック (Zwack) はブダペストに拠点を置くハンガリーの酒類メーカで、主力製品はリキュールとスピリッツである。同社は、40種類以上のハーブとスパイスからなる門外不出のレシピで作られるウニクムというハーブリキュールの製造元として有名で、ウニクムはハンガリーの国民的飲料の1つにまでなっている。 
同社はジョニー・ウォーカー、バヤリース、スミノフ、ヘネシー、ゴードンズなどの国際ブランドの販売代理店でもある。1993年からブダペスト証券取引所に上場している。   

## 歴史
同社によると、ウニクムはハプスブルク家の侍医であったツヴァック・ヨージェフ博士が、1790年に時の皇帝ヨーゼフ2世のために作り出したものだという。1840年にツヴァック家はハンガリー初のリキュールメーカーである J. ツヴァック・アンド・カンパニーを設立した。1900年代初頭には、ツヴァック社は中欧でも最大級の蒸留所を擁し、200種以上のリキュールやスピリッツを生産・輸出する大企業に成長した。 
第二次世界大戦でツヴァックの工場は被災し、生産停止に追い込まれた。戦後、1948年に工場がハンガリー勤労者党率いる共産主義政権により接収・国有化されたため、ツヴァック家は亡命した。ヨージェフの曽孫にあたるペーテルとヤーノシュは一家伝来のレシピを持ち出すことに成功し、一方ベラは共産主義政権に偽のレシピを教えるためハンガリーに残り、接収された工場で働いた。ペーテルとヤーノシュは米国に移住し、1949年にペーテルが22歳のときにブロンクスに落ち着いた。   
ペーテルは、共産主義政権が崩壊するちょうど1年前の1988年にハンガリーに帰国して伝来のレシピによるウニクムの生産を再開し、1989年夏には国から経営権を買い戻すことに成功した。そして、1990年の春にはオリジナルのツヴァック製品がハンガリー市場に再び並ぶようになった。同年、ペーテルは駐米ハンガリー大使に任命された。 
2008年、ペーテルは経営権を6代目にあたる子女のシャーンドルとイザベラに譲った。シャーンドルとイザベラが最初に取り組んだのは米国市場への参入で、2013年にはウニクムとウニクム・プラムを米国で発売した。 

## 詳細
ウニクムは40種類以上のハーブとスパイスをブレンドして作られる。ハーブとスパイスは蒸留したり浸漬したりされた後に混合され、オーク樽に詰めてブダペストの工場で熟成される。濃い琥珀色はカラメル色素によるものである。 
この苦く味わい深いハーブリキュールは、主に食前・食後酒として飲まれる。同社はウニクム・ネクストという少し異なるリキュールも生産している。これは同じレシピから作られており、ウニクムの個性的な味わいは変わらないが、苦味が少なく、口に柑橘系のフィニッシュを感じさせる仕上がりになっている。 

## その他の製品

### ヴィルモス (Vilmos)
ヴィルモスは、洋ナシのパーリンカと中性スピリッツをブレンドしたもので、風味付けに蜂蜜を入れたもの/入れないものがある。3年熟成した純粋な洋ナシのパーリンカもある。 

### セントフーベルトゥス (St. Hubertus)
セントフーベルトゥスは伝統的なハーブリキュールで、33種類のハーブから作ったアルコール度数33%のセントフーベルトゥス33が有名である。セントフーベルトゥス33は軽い香りの若者向けの製品である。 

### ヒーロシュ・ケチュケメーティ (Hírös Kecskeméti)
パーリンカとフルーツ100%から作った蒸留酒をブレンドしたシリーズ。蜂蜜を加えて甘くしているため、ハンガリーの法律上はパーリンカとして販売できないことからこのブランド名で販売されている。パーリンカベースのリキュールで、より軽く、甘いのが特徴。 

### カリンカ (Kalinka)
ウォッカ1種類の他、ウォッカベースのアルコール飲料2種からなる。カリンカ・サモワールは蜂蜜と紅茶で風味付けしたアルコール度数30％のもの、炭酸入りカリンカ、または「フェニー」はアルコール度数21%の炭酸飲料である。 

### フュチュリュス (Fütyülős)
アプリコットのパーリンカ、中性スピリッツと香味料から作られたフュチュリュス・バラックをベースにした製品群である。当初は同様の製法で作られた6種類のフルーツリキュールで展開されていたが、まろやかさを出すため砂糖と蜂蜜が加えられていた。後に6種類の純粋なパーリンカに落ち着いた。フュチュリュス・バラックは20世紀に販売されていたフュチュリュス・バラックパーリンカとは別物であることに注意が必要である。なお、現在のフュチュリュス・バラックは、ハンガリーの批評家から「石油の味と風味。誰にもお勧めできない。」と酷評されている。

### ツヴァック・シャーンドル・ネメス・パーリンカ (Zwack Sándor Nemes Pálinka)
純粋なフルーツのパーリンカからなる高級シリーズ。 